# Казе Скапин (Тревизо)
Казе Скапин је насеље у Италији у округу Тревизо, региону Венето.
Према процени из 2011. у насељу је живело 38 становника. Насеље се налази на надморској висини од 70 м.